# Robbert Dijkgraaf
Robertus Henricus "Robbert" Dijkgraaf, född 24 januari 1960, är en nederländsk teoretisk fysiker och strängteoretiker. Han är professor vid Universiteit van Amsterdam och Institute for Advanced Study i Princeton.